# レオナルド・エクスプレス

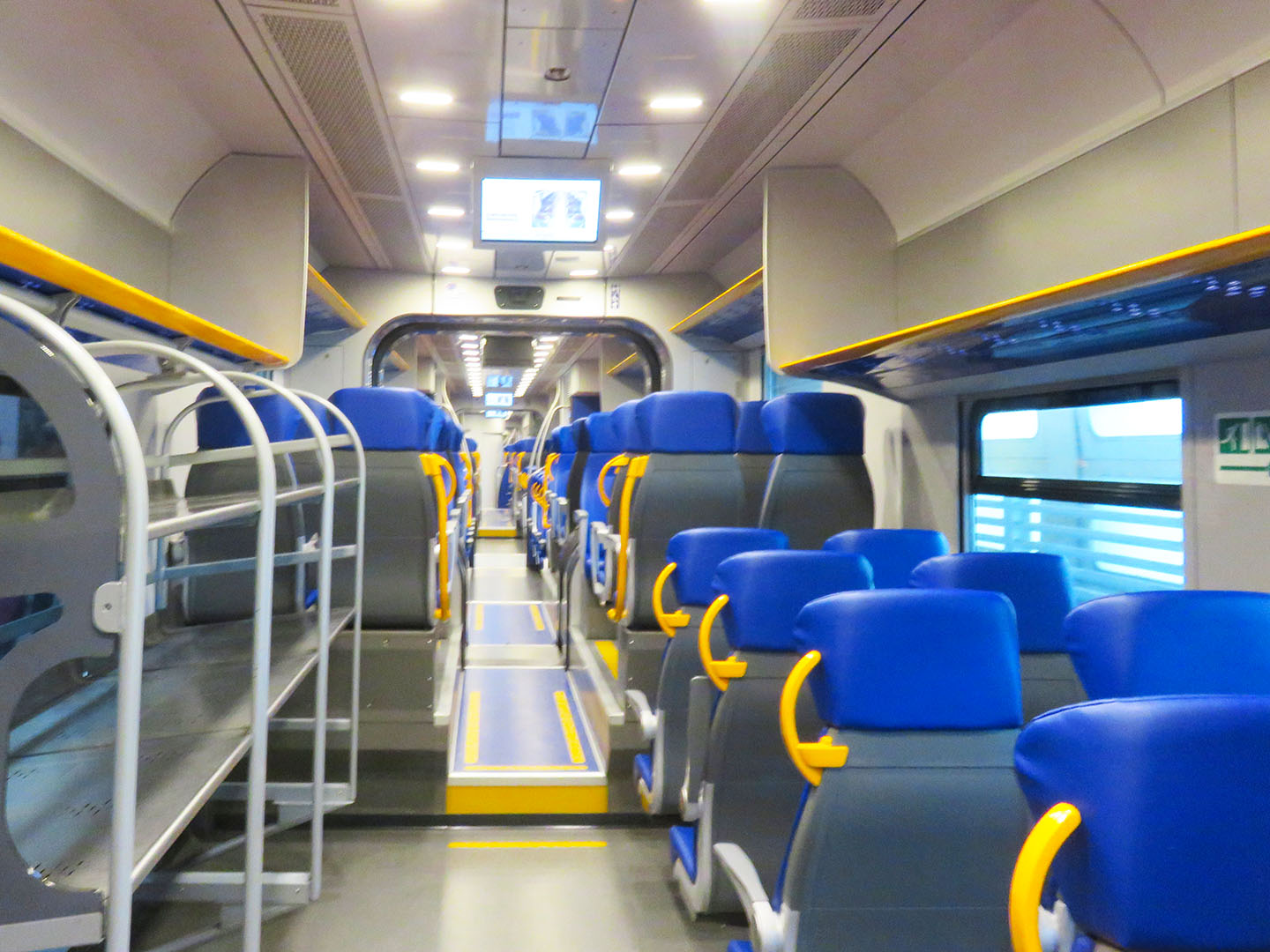
内装 (2017年2月)

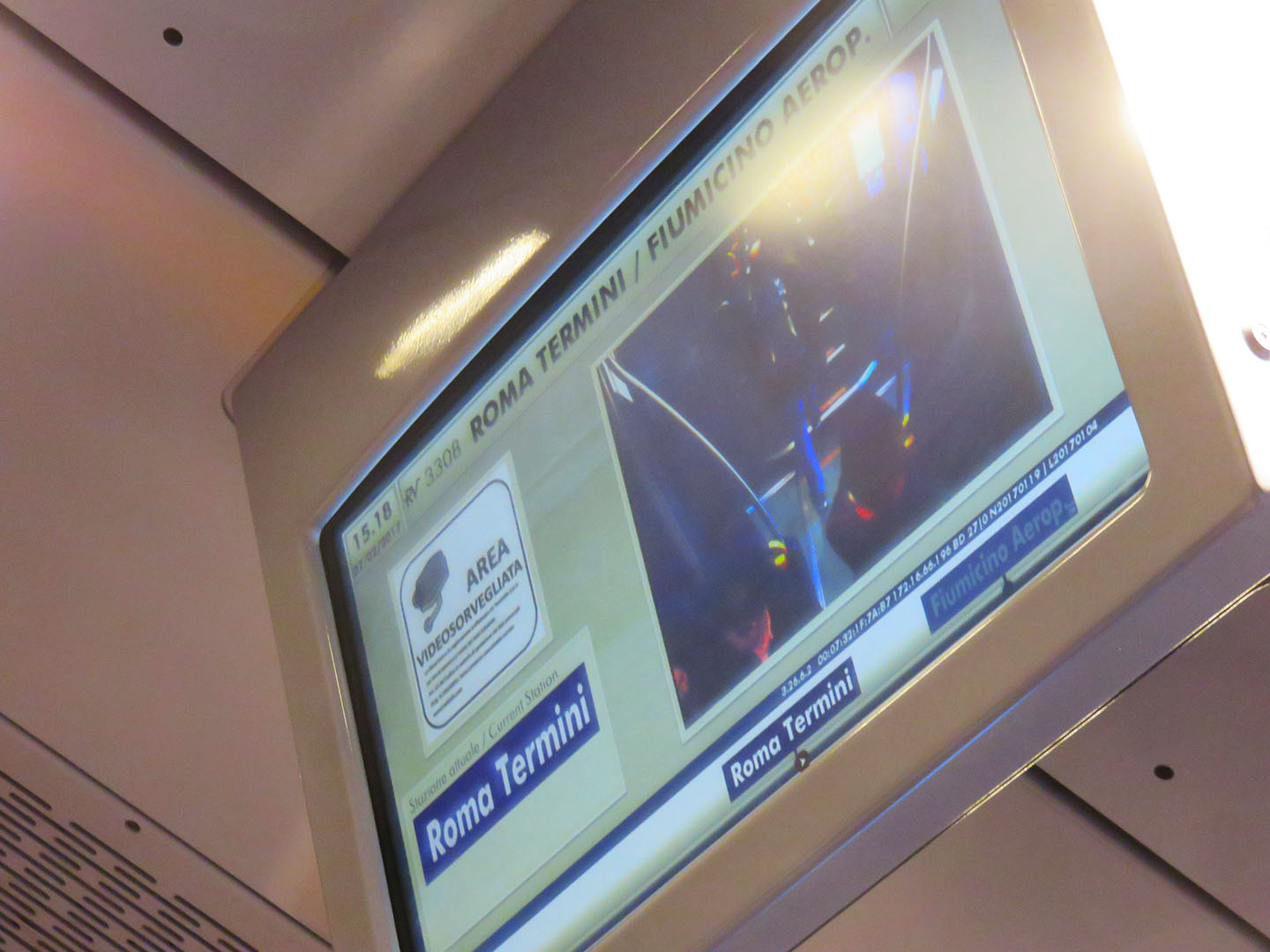
行き先表示ディスプレイ (2017年2月)

レオナルド・エクスプレス ( Leonardo Express) は、ローマ・テルミニ駅とフィウミチーノ空港を途中停車無しで、所要時間31分で結ぶ列車である。
発車間隔は15分毎で、フィウミチーノ空港の始発は5時38分で終電は00時23分、ローマ・テルミニの始発は4時50分で終電は23時35分となっており（平日、祝祭日共通）、ストライキの場合も運行が保証されている。
車両は一等車のみで、空調も完備され、快適で安全な上質の空間を保証する設備が備わっている。料金は一行程で一人14ユーロである（12歳未満は無料）。
ローマ・テルミニ駅では全列車が手荷物預かり所に近い24番線に到着する。

## 事件
2012年、イタリア当局が200万枚の偽造特急券を摘発した。